# Caracol Internacional
Caracol Internacional é um canal internacional de televisão por assinatura de origem colombiana, que atua como sinal internacional do Caracol Televisión. Oferece uma programação geral destinada aos colombianos no exterior, consistindo principalmente de telenovelas, séries e programas de entretenimento antigos da TV Caracol. Também transmite simultaneamente Noticias Caracol, El radar e o programa de televisão matutino Día a día com a Caracol, assim como transmitiu o telejornal da extinta RCTV da Venezuela El observador.

## Galeria

Logotipo usado de 2015 a 2017.
Logotipo usado de 2017 a 2019.
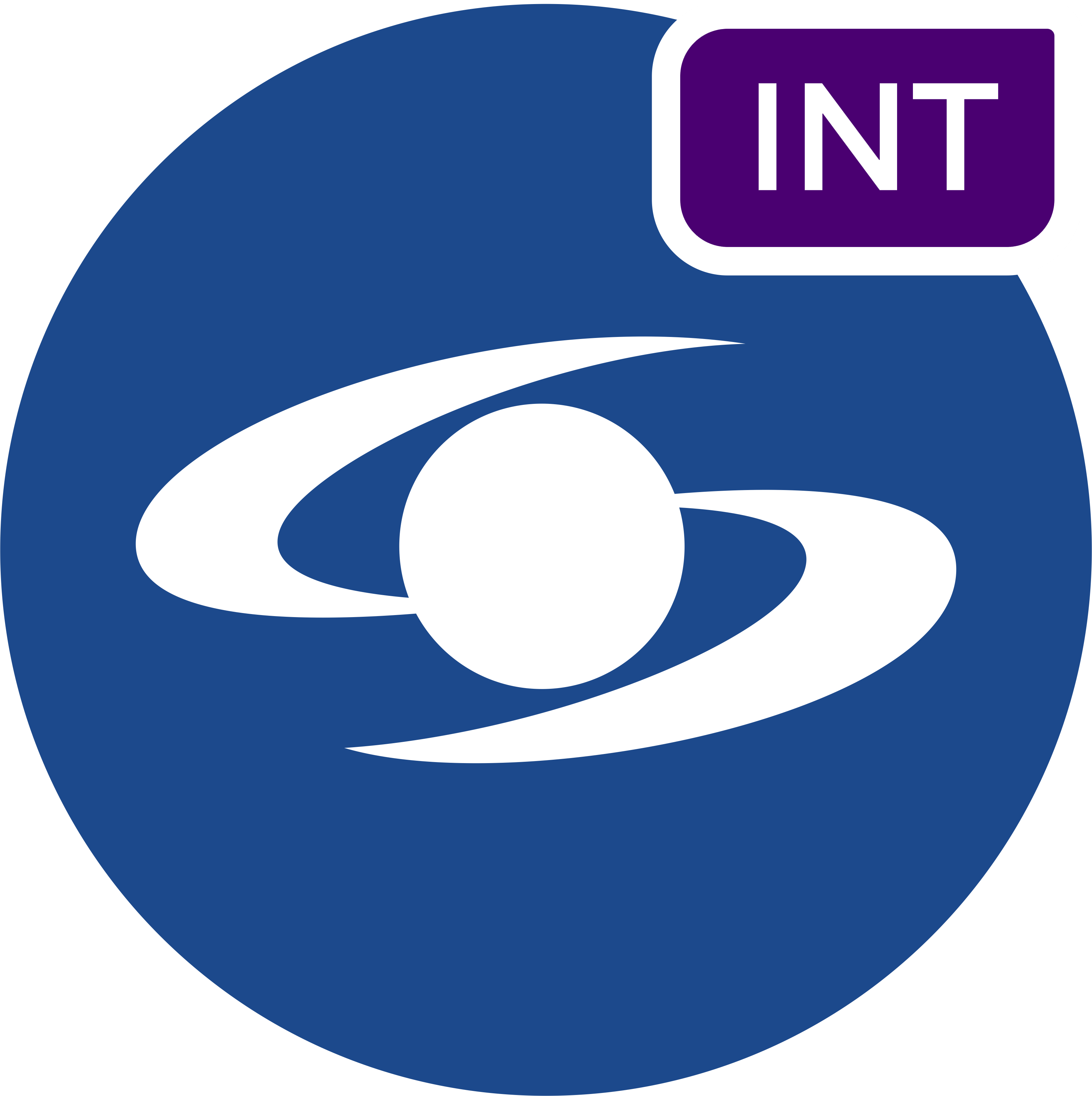
Logotipo usado de 2019 a 2023.
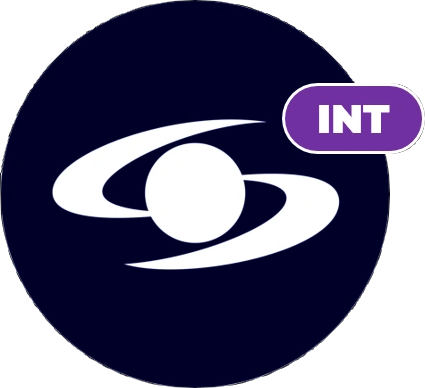
Logotipo usado de 2023 a 2025.
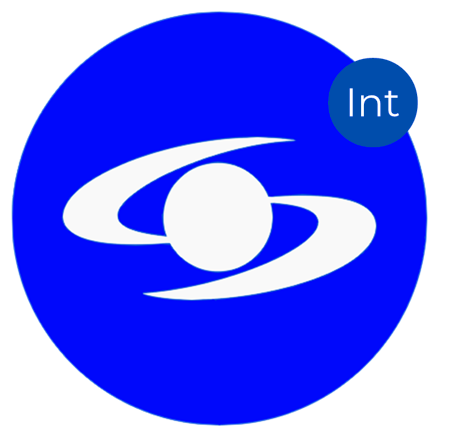
Logotipo usado desde 2025.